# Choi Min-kyung
Choi Min-kyung (Koreaans: 최민경) (Seoel, 25 augustus 1982) is een Zuid-Koreaans en Frans voormalig shorttrackster.

## Carrière
Reeds op 15-jarige leeftijd nam de Zuid-Koreaanse Choi deel aan het shorttrack op de Olympische Winterspelen 1998, vanuit de B-finale werd ze vierde op de 500 meter. Pas later eindigde ze twee op het podium van de wereldkampioenschappen shorttrack junioren, in 2000 won ze zilver en in 2001 brons.
Bij het shorttrack op de Olympische Winterspelen 2002 won Choi met de Zuid-Koreaanse damesploeg de olympische titel op de aflossing. Datzelfde jaar won ze ook de wereldtitel in die discipline.
In de jaren 2005 en 2006 kwam Choi uit voor Frankrijk, ze werd zevende op de aflossing op de Olympische Winterspelen 2006, nadat ze al eerder zilver had gehaald met de Franse aflossingsploeg op de Europese kampioenschappen shorttrack van 2005 en 2006 en brons op het wereldkampioenschap 2005.
1992: Cutrone, Daigle, Lambert, Perreault ·
1994: Chun, Kim S.-h., Kim Y.-m., Won ·
1998: An, Chun, Kim, Won ·
2002: Choi E.-k., Choi M.-k., Joo, Park ·
2006: Byun, Choi, Jeon, Jin, Kang ·
2010: Sun, Wang, Zhang, Zhou ·
2014: Cho, Kim, Kong, Park, Shim ·
2018: Choi, Kim A.-l., Kim Y.-j., Lee, Shim ·
2022: Van Kerkhof, Poutsma, Schulting, Velzeboer